# تشلاماري
تشلاماري (بالإيطالية: Cellamare)‏ هي بلدة وبلدية في مقاطعة باري في إقليم بوليا في جنوب إيطاليا.

## السكان
في سنة 1861 بلغ عدد السكان 885 نسمة، وتطور العدد ليصل في سنة 2011 لـ 5٬491 نسمة.
يظهر هذا المخطط البياني تطور النمو السكاني لـ تشلاماري

## توأمة
لتشلاماري اتفاقيات توأمة مع:
- مارتوس